# 東夷伝
東夷伝（とういでん）は、中国の史書の中で、中国の東方に住んでいる諸民族について書かれた伝（記述）。

## 概要
周代以前の「夷」とは現在の江蘇省や山東省周辺に居住していた民族を指していたとされているが、史書が編纂された時代において「夷」は消滅しており、中華世界の東に居住していた諸民族を指して「東夷」と呼んでいた。
中国の正史の中では二十四史の中の『後漢書』から『新唐書』の間に東夷伝が出てくる（東南夷伝、蛮夷伝となっているものもある）。中でも、『三国志』魏書東夷伝倭人条（魏志倭人伝）は特に有名。

## 二十四史の東夷伝

### 『三国志』の東夷伝
『三国志』魏書三十 烏丸鮮卑東夷伝では、烏丸，鮮卑，夫餘，高句麗，東沃沮，挹婁，濊，韓，倭人のことが記されており、夫餘以降が東夷伝となる。

### 『後漢書』の東夷伝
『後漢書』巻八十五 東夷列伝第七十五では、夫餘国，挹婁，高句驪，東沃沮，北沃沮，濊，三韓，倭のことが記されている。

### 『宋書』の東夷伝
『宋書』では「東夷伝」として独立しておらず、「列伝第五十七 夷蛮」の中に南蛮諸国とともに列記されている。ここでは高句驪国，百済国，倭国のことが記されている。

### 『南斉書』の東夷伝
『南斉書』でも東夷伝と南蛮伝が一緒になっており、「列伝第三十九 蛮東南夷」となっている。ここでは高麗国（高句麗），加羅国，倭国について記されている。

### 『魏書』の東夷伝
『魏書』列伝第八十八では、高句麗，百済国，勿吉国，失韋国，豆莫婁国，地豆于国，庫莫奚国，契丹国，烏洛侯国の国々が記されているが、倭国についての記述がない。

### 『晋書』の東夷伝
『晋書』列伝第六十七 四夷では西域諸国，匈奴とともに、 夫餘国，馬韓，辰韓，肅慎氏（挹婁），倭人，裨離国，養雲国，寇莫汗国，一群国について記されている。

### 『梁書』の東夷伝
『梁書』では、東西南北の異民族（海南諸国東夷西北諸戎）の伝を一つにまとめて「列伝第四十八 諸夷」に収録している。ここでは高句驪，百済，新羅，倭について記されている。

### 『周書』の東夷伝
『周書』列伝第四十一 異域上では、高麗，百済，庫莫奚について記されている。

### 『隋書』の東夷伝
『隋書』列伝第四十六 東夷では、高麗，百済，新羅，靺鞨，琉求国，俀国（倭国）について記されている。

### 『北史』の東夷伝
『北史』列伝第八十二では、高麗，百済，新羅，勿吉国，奚，契丹国，室韋国，豆莫婁国，地豆干国，烏洛侯国，流求国，倭国について記されている。

### 『南史』の東夷伝
『南史』列伝第六十九 夷貊下では西戎，南蛮，西域諸国，蠕蠕とともに、高句麗，百済，新羅，倭国について記されている。

### 『旧唐書』の東夷伝
『旧唐書』列伝第一百四十九上 東夷では、高麗，百済国，新羅国，倭国，日本国について記されており、倭国と日本国が並記されているのが特徴的である。また、契丹，奚国，室韋，靺鞨，渤海靺鞨，霫，烏羅渾国といった諸国は鉄勒と共に「北狄伝」に含まれている。

### 『新唐書』の東夷伝
『新唐書』列伝第一百四十五 東夷では高麗，百済，新羅，日本，流鬼について記されている。
以降の東夷については外国伝として記されることとなる。